# Proscoloplos confusus
Proscoloplos confusus är en ringmaskart som beskrevs av Hartmann-Schröder 1962. Proscoloplos confusus ingår i släktet Proscoloplos och familjen Orbiniidae. Inga underarter finns listade i Catalogue of Life.